# Theaterg’schichten
Theaterg'schichten durch Liebe, Intrigue, Geld und Dummheit ist eine Posse mit Gesang in zwey Acten von Johann Nestroy. Das Stück wurde 1854 verfasst und hatte am 1. Februar desselben Jahres seine Uraufführung als Benefizvorstellung für den Dichter.

## Inhalt
Mathias Damisch, Philippines Bräutigam, will unbedingt zum Theater. Sein Vorbild ist Stößls Sohn Conrad, der allerdings bereits das Theater enttäuscht verlassen hat und Kunstmaler geworden ist. Damisch setzt sich über Conrads Warnungen und Philippines Bitten hinweg, obwohl Stößl droht:
„[…] als Raths-Oberhaupt werd ich blitzen, als Apotheker muss ich donnern, und als Vormund schlag' ich vielleicht ein.“ (I. Act, 2te Scene)
Obwohl sein erster Bühnenauftritt, bei dem er den abgereisten Spornhofer vertritt, durch ein Gewitter unterbrochen wird, zieht Damisch mit Schofels Truppe weiter und verliebt sich in Rosaura. Vergeblich versucht Conrad, als Rosaura verkleidet, ihm diese Schwärmerei auszutreiben; erst als sie selbst ihren Egoismus zeigt, dreht er durch. Damisch wird deshalb in ein Irrenhaus eingeliefert, wo auch Schofel Zuflucht sucht, um den Gagenforderungen seiner Akteure zu entgehen:
„Das ist sehr einfach; ich bin über alle diese Unglücksfälle narrisch word'n, und deßhalb meld' ich mich bey Ihnen.“ (II. Act, 21ste Scene)
Maxner verspricht, die offenen Gagen zu bezahlen und die Truppe zu übernehmen. Noch immer kann Damisch nicht begreifen, dass seine fixe Idee, Schauspieler zu werden, unsinnig ist. Da entdeckt Conrad den Anwesenden, dass Rosaura seine Gattin ist, von der er sich aber unbedingt trennen will. Auch Rosaura ist einverstanden, weil sie mit Hilfe Inslbulls einen Kontrakt für eine Großstadtbühne erhalten hat. Nun gibt Damisch auf und beschließt, zu Philippine zurückzukehren und Apotheker zu werden. Maxner wird neuer Direktor und verspricht Schofel:
„Du bist ja kein Director mehr, aber viel besser wirst du dich künftighin als mein erster Komiker befinden.“ (II. Act, 35ste Scene)

## Werksgeschichte
Nach dem Misserfolg von Heimliches Geld, heimliche Liebe und trotz der neuen Vorliebe des Vorstadtpublikums für Vaudevilles wagte Nestroy eine wienerische Komödie zu präsentieren. Obwohl ihn auch diesmal, wie so oft, eine französische Vorlage diente, schuf er eine sehr lokalbezogenes Posse. Er blieb diesmal in einem ihm nur allzu gut bekannten Sujet, dem Theater. Eine Bühne auf der Bühne war der Höhepunkt des I. Aktes, ein Schmierentheater das Milieu. Diese Gelegenheit benützte Nestroy, um herbe Ironie über Kollegen, Kolleginnen und den ganzen Theaterbetrieb auszugießen. Dem enttäuschten Ex-Mimen Conrad legte er sie in den Mund:
„[…] wie jeder Schauspieler ein großer Mime ist, dem es nur an Glück fehlt, nie an Talent – wie noch gar kein Dichter ein schlechtes Stück geschrieben, sondern jedes Verunglückte nur durch die Darsteller geworfen wurde – wie jede Schauspielerin nur Kunst- und Platonische und gar keine andere Liebe fühlt – und wie jede Choristin ein braves Mädl ist – und wie jede Tänzerin nur deßwegen was annimmt, weil sie eine 65jährige Mutter und eine 4jährige Schwester hat – das Alles – mit einem Wort, ich hab' es satt gekriegt.“ (I. Act, 4te Scene)
Als Quelle für Nestroys Werk konnte nach jahrelanger Recherche der Roman Olympia de Clèves von Alexandre Dumas dem Älteren ausgemacht werden.
Das Stück wurde anfangs sehr oft aufgeführt – auch bei einem Gastspiel in Berlin 1854 – und geriet erst im späteren 19. Jahrhundert etwas in Vergessenheit, ein Wiederaufnahmeversuch 1872 war nicht erfolgreich.
Johann Nestroy spielte den Mathias Damisch, Wenzel Scholz den Schofel, Alois Grois den Sebastian Stößl, Karl Treumann den Kanzelisten Werner. Bei seinem Gastspiel in Berlin spielte Nestroy den Mathias Dämlich und Wilhelm Knaack den Sebastian Stössel (Namen der Figuren für diese Aufführung angepasst).
Ein Originalmanuskript Nestroys der Theaterg'schichten ist nicht erhalten, lediglich der Zensurakt ist noch vorhanden. Allerdings existiert eine unvollständige Originalhandschrift unter dem Titel Eines Dummkopfs Leidenschaften, eine Vorarbeit für das endgültige Werk, die zum größten Teil sehr nahe am endgültigen Stück liegt. Außerdem werden noch einige eigenhändige Entwürfe von Monologen und Coupletstrophen aufbewahrt.

## Zeitgenössische Rezeption
Die Zustimmung kam vom Publikum, bei den Kritiker fand Nestroys neues Stück gemischte Beurteilung.
So schrieb Der Humorist des oft sehr Nestroy-kritischen Moritz Gottlieb Saphir am 2. Februar 1854 (Nr. 27, S. 106):
„Als Stück ist das Stück unter jeder Beachtung! Nichts darüber. Als ‚Faschings-Parodie‘ hat das Ding kostbare Einzelheiten, gelungene Couplets, drastische Szenen, und wenn man nicht mit sich rechnet, ob die langweiligen Engländer-Szenen nicht hundert komische Szenen totschlagen, kann man sich sehr der Lachlust hingeben. […] Das Haus war gedrängt voll und sehr animiert.“
Anders dagegen Der Wanderer vom gleichen Tage (Nr. 53, Morgenblatt):
„Aber dafür hat Nestroy eine Fülle seines besten Humors darüber ausgebreitet, reiche, schlagende Szenen eingewoben, und insbesondere mit der Reproduktion einer Arena, deren Vorstellung Jupiter Pluvius unterbricht, einen glücklichen, lebendigen und wirksamen Griff ins Leben getan.“
Adolf Bäuerles Wiener Theaterzeitung betonte am 5. Februar (Nr. 28, S. 26) besonders den im Vergleich zu anderen Vorstadtbühnen großen Erfolg des „Cassastücks“. Im Österreichischen Zuschauer wurde am 8. Februar (Nr. 11, S. 175) betont, das Stück sei „für die tolle Faschingszeit“ gerade richtig. Auch im Fremden-Blatt wurde die Posse als „Faschingsjux“ bezeichnet, der manches entschuldige. In der Ost-Deutschen Post war am 2. Februar (Nr. 27) zu lesen, das Werk sei eher als „Arbeit eines Schülers“ zu werten, habe allerdings sehr unterhalten.
In der Wiener Zeitung las man am 3. Februar (Nr. 29, S. 318):
„Die neue Posse von Herrn Johann Nestroy ‚Theaterg'schichten durch Liebe, Intrigue, Geld und Dummheit‘, zum Benefiz des Verfassers am Mittwoch im Carl-Theater zum ersten Mal aufgeführt, hat einen brillanten Erfolg gehabt und wird denselben ganz unzweifelhaft in einer langen Reihe von Wiederholungen unverkürzt behaupten.“

## Spätere Interpretationen
Otto Rommel meint, dass dieses Werk zu den „Schauspielstücken der letzten [Schaffens-]Periode“ zu zählen sei, es habe, genau wie Nur keck! (1855) und Umsonst! (1857),
„keinen anderen Zweck, als Nestroy und Treumann Gelegenheit zu geben, sich in möglichst viel verschiedenen Rollen zu zeigen.“
Der Inhalt rücke dadurch eher in den Hintergrund, der Schwerpunkt liege im permanenten Rollen- und Kostümtausch, es könne deshalb als Verkleidungsposse bezeichnet werden.
Helmut Ahrens weist darauf hin, dass der Theaterdirektor Schofel von den Wienern sofort als Parodie auf den bei Gagen sehr sparsamen Direktor Carl Carl erkannt worden war. Er findet es zwar erstaunlich, dass dieser das Stück dennoch zuließ, der zu erwartende finanzielle Erfolg habe ihn aber wohl überzeugt. Dennoch hätten diese Szenen im Nachhinein einen makabren Beigeschmack, weil ja am 2. August dieses Jahres der schwerkranke Carl vorerst seine Agenden dem Schauspieler Alois Grois übergab, am 14. August dann in seiner Sommerfrische in Bad Ischl verstarb.

## Text
- Kompletter Text auf Projekt Gutenberg (abgerufen am 28. April 2014)